# Retusa obtusa
Retusa obtusa är en snäckart som först beskrevs av Montagu 1803.  Retusa obtusa ingår i släktet Retusa och familjen Retusidae. Arten är reproducerande i Sverige.

## Underarter
Arten delas in i följande underarter:
- R. o. obtusa
- R. o. lajonkaireana
- R. o. turrita